# Borderline
Borderline este al patrulea single al Madonnei, lansat pe 15 februarie 1984 de Sire Records. Este inclus pe albumul de debut, Madonna și pe compilația greatest hits, The Immaculate Collection. Deși mai lansase câteva piese ce au avut succes în cluburi, „Borderline” este considerat de unii ca fiind hitul ce a introdus-o lumii pe Madonna.

## Compunerea, inspirația
Producția originală a melodiei a dezamăgit-o pe Madonna, considerând-o a fi prea dezordonată. Gusturile ei tindeau către un instrumental mai puțin electro, ceea ce Reggie Lucas, care se ocupa de producție, a numit cu dispreț a fi „disco”.

## Structura
Cântecul are ritm electro.

## Recenzii
Jon Dolan de la Blender a descris clapele din instrumentația ca fiind „strălucitoare” iar vocea „ca un ciripit jucăuș, dar puțin periculos.”

## Videoclip
Filmările au avut loc pe 12 februarie 1984. În „Borderline”, Madonna și-a arătat dezvoltarea artistică. Cântăreața joacă rolul iubitei unui hispanic, ce este aleasă de un fotograf britanic pentru o fi pe coperta unei reviste; aceasta reprezintă duplicitatea vieții ei - lumea obscură și multirasială din cluburile și străzile unde umbla înainte și noua lume, în care a găsit popularitate și succes. Pozând pentru fotograf, Madonna fixează camera cu ochi provocatori, ca într-un ritual îndrăzneț ce afișează sex și agresiune. Difuzările dese ale acestuia pe postul MTV sunt considerate forța ce a ajutat la urcarea în clasamente a discului single, fiind primul ei hit video.

## Impactul în cultura pop

### Premii și recunoașteri
| Anul | Ceremonia             | Premiul              | Rezultatul |
| ---- | --------------------- | -------------------- | ---------- |
| 2006 | AssociatedContect.com | Top Hits of the '80s | Locul 51   |

## Performanța în clasamente
„Borderline” a debutat pe locul 56 în clasamanetul oficial canadian pe 4 august 1984. A urcat relativ repede în top, atingând locul 25 o lună mai târziu, însă după aceea a început să coboare repede, pe măsură ce „Lucky Star” urca rapid, ieșind din top 40 odată cu intrarea următorului single în primele 30 de poziții.